# Bruinstaarthoornkolibrie
De bruinstaarthoornkolibrie (Boissonneaua flavescens) is een vogel uit de familie Trochilidae (kolibries).

## Verspreiding en leefgebied
Deze soort komt voor van Venezuela tot Ecuador en telt twee ondersoorten:
- B. f. flavescens: Colombia en westelijk Venezuela.
- B. f. tinochlora: zuidwestelijk Colombia en westelijk Ecuador.